# Max von Schenkendorf
Gottlob Ferdinand Maximilian (Max) Gottfried von Schenkendorf, född den 11 december 1783 i Tilsit, död den 11 december 1817 i Koblenz, var en tysk skald. 
von Schenkendorf tjänstgjorde efter slutade studier som referendarie i Königsberg, bevistade fälttåget mot Napoleon, fast han till följd av förlusten av sin högra hand i en duell inte kunde delta i kriget, och fick efter fredsslutet anställning som regeringsråd i Koblenz. Tidigt påverkad av pietistiskt umgänge, rönte han sedermera stort inflytande av Novalis och Jung-Stilling. Hans dikter tillhör befrielsekrigets mest uppmärksammade, trots känslosamheten och den starka mystiskt religiösa stämningen, som ofta hindrar dem från att få fast konkret gestaltning. Han var en av de första, som med hänförelse krävde återställandet av tyska kejsardömet som följd av segern; Rückert kallade honom också "der Kaiser-Herold". Av von Schenkendorfs Gedichte (1815; utgivna 1913 av Kircheisen) och Poetischer Nachlass (1832), jämte ytterligare tillägg förenade till Sämtliche Gedichte (1837; flera upplagor; i "Goldene Klassikerbibliothek", 1912) kan nämnas Lied vom Rhein, Freiheit, die ich meine och cykeln Die deutschen Städte.